# Please, Please, Please (album)
Pour les articles homonymes, voir Please, Please, Please (homonymie).
Albums de James Brown and the Famous Flames
Try Me!
(1959)
Singles
1. Please, Please, Please
Sortie : mars 1956
2. Try Me (en)
Sortie : octobre 1958

Please, Please, Please est le premier album studio de James Brown avec son groupe The Famous Flames (en), paru en décembre 1958 chez King Records.
Il s'agit du premier album d'enregistrements de la longue carrière de James Brown. Il comprend les deux premiers succès de son groupe, la chanson-titre Please, Please, Please et Try Me (en), ainsi que tous les singles non classés dans les hit-parades et les faces B qu'il avait enregistrés jusqu'au moment de la sortie de l'album. 
L'album est réédité pour la première fois en CD par King Records et Polydor en 1990 au Japon. En 2003, l'album est réédité par Polydor sur un CD japonais remastérisé en 24 bits, dans une pochette de disque 33 tours miniature.

## Liste des titres
Toutes les chansons sont écrites et composées par James Brown, sauf indication contraire.
| 1. | Please, Please, Please            | - James Brown - John Terry                           | 2:47 |
| 2. | Chonnie-On-Chon                   | - Brown - Bobby Byrd - Nafloyd Scott - Wilbert Smith | 2:13 |
| 3. | Hold My Baby's Hand               | - Brown - Trevor Smith                               | 2:14 |
| 4. | I Feel That Old Feeling Coming On | - Nashpendle Knox - Nafloyd Scott                    | 2:35 |
| 5. | Just Won't Do Right               |                                                      | 2:37 |
| 6. | Baby Cries Over the Ocean         |                                                      | 2:38 |
| 7. | I Don't Know                      | - Brown - Terry                                      | 2:48 |
| 8. | Tell Me What I Did Wrong          |                                                      | 2:23 |

| 1. | Try Me (en)                 |                                   | 2:33 |
| 2. | That Dood It                | - Rudy Toombs - Rose Marie McCoy  | 2:29 |
| 3. | Begging, Begging            | - Julius Dixson - Rudy Toombs     | 2:54 |
| 4. | I Walked Alone              | - Nashpendle Knox - Nafloyd Scott | 2:43 |
| 5. | No, No, No, No              |                                   | 2:15 |
| 6. | That's When I Lost My Heart |                                   | 2:52 |
| 7. | Let's Make It               |                                   | 2:27 |
| 8. | Love or a Game              |                                   | 2:15 |

## Musiciens
- James Brown – chant

The Famous Flames
- - Bobby Byrd – chœurs, piano
  - Johnny Terry – chœurs
  - Sylvester Keels – chœurs
  - Bill Hollings – chœurs
  - Louis Madison – chœurs
  - Nafloyd Scott – guitare

Personnel additionnel
- Clifford Scott – saxophone ténor
- Kenny Burrell – guitare
- Edwyn Conley – basse
- George Dorsey – saxophone alto
- John Faire – guitare
- David "Panama" Francis – batterie
- Reginald Hall – batterie
- Ernie Hayes – piano
- Clarence Mack – basse
- Carl Pruitt – basse
- Wilbert Smith – saxophone ténor
- Ray Felder – saxophone ténor
- Edison Gore – batterie
- Alvin "Fats" Gonder – piano
- Eddie Freeman – guitare